# Nicolás Almagro
Nicolás Almagro Sanchez, výslovnost: [nikoˈlas alˈmaɣɾo ˈsantʃeθ]IPA (* 21. srpna 1985 Murcia) je španělský profesionální tenista. Ve své dosavadní kariéře vyhrál na okruhu ATP World Tour třináct turnajů ve dvouhře a společně s Argentincem Carlosem Berlocqem ukořistil turnaj v rakouském Kitzbühelu. Na challengerech ATP a okruhu ITF získal dvanáct titulů ve dvouhře a jeden ve čtyřhře.
Na žebříčku ATP byl ve dvouhře nejvýše klasifikován v květnu 2011 na 9. místě a ve čtyřhře pak v březnu téhož roku na 48. místě. Trénuje ho bývalý argentinský tenista Mariano Monachesi.
Na Středomořských hrách 2005 konaných v Almeríi získal dvě zlaté medaile z mužské dvouhry a čtyřhry. Na nejvyšší grandslamové úrovni se nejdále probojoval do čtvrtfinále dvouhry French Open 2008, 2010 a 2012, a také Australian Open 2013.
Ve španělském daviscupovém týmu debutoval v roce 2008 únorovým utkáním 1. kola Světové skupiny proti Peru, v němž vyhrál dvouhry se Silvou i Mirandou. V roce 2012 plnil roli španělské dvojky v pražském finále proti České republice. Po páteční prohře s Berdychem nastoupil do rozhodující dvouhry proti Štěpánkovi, kterému podlehl 1–3 na sety a Španělsko tak prohrálo 2:3 na zápasy. Do roku 2013 v soutěži nastoupil k devíti mezistátním utkáním s bilancí 8–4 ve dvouhře a 0–0 ve čtyřhře.
Španělsko reprezentoval na londýnských Hrách XXX. olympiády, kde jako jedenáctý nasazený ve dvouhře nestačil ve čtvrtfinále na pozdější olympijského vítěze Brita Andy Murrayho. Na Letních olympijských hrách 2008 v Pekingu startoval také jako turnajová jedenáctka. V úvodním kole singlu jej vyřadil francouzský hráč Gaël Monfils a v deblu došel s Davidem Ferrerem do druhého kola.

## Tenisová kariéra

### 2005
Zlatou medaili vybojoval na Hrách Středomoří ve španělské Almerii, když ve finále zdolal krajana Guillerma Garcíu 6–2 a 7–5.

### 2006
V dubnu získal první titul na turnaji ATP poté, co zvítězil na Open de Tenis Comunidad Valenciana. Do hlavní soutěže prošel z kvalifikace. Vyhrál tak osm utkání v řadě, včetně třísetových duelů nad bývalými světovými jedničkami Juanem Carlosem Ferrerem a Maratem Safinem. Po titulu prohlásil, že je spokojen s tím, kam ho jeho tenis vede a že v blízké budoucnosti očekává dokonce větší a lepší výsledky.
Semifinále si zahrál na Barcelona Open, v němž podlehl Rafaelu Nadalovi Čtvrtfinálovou účast zaznamenal na římském Rome Masters, kde ve třech vyrovnaných setech nestačil na Rogera Federera.
Na Roland Garros vypadl již ve druhém kole s Američanem Jamesem Blakem. Do čtvrtfinále postoupil na lyonském halovém turnaji.

### 2007
15. dubna 2007 získal druhý titul po vítězství nad Potitem Staracem 4–6, 6–2 a 6–1 ve Valencii a úspěšně tak obhájil triumf z předchozího roku. Ve druhém kole následného French Open prohrál v pětisetové bitvě s Michaëlem Llodrou. Do semifinále se probojoval na Copa Claro hraném v argentinském Buenos Aires. Z finále odešel poražen na bastadské události. Během letní části konané na amerických betonech skončil ve čtvrtfinále Western & Southern Open v Cincinnati a ve třetím kole US Open, kde byl nad jeho síly ruský hráč Nikolaj Davyděnko.

### 2008
Třetí singlový titul kariéry si připsal na Brasil Open v Costa Do Sauipe, když ve finále zdolal krajana Carlose Moyu. O dva týdny později navázal další výhrou na Abierto Mexicano Telcel v mexickém Acapulcu, když v boji o titul přehrál Argentince Davida Nalbandiana 6–1 a 7–6. V následné pondělní klasifikaci žebříčku ATP dosáhl na své maximum 21. místo. V antukové části roku vyhrál dvacet jedna z dvaceti šesti zápasů. Po turnaji z kategorie Masters 1000 Internazionali BNL d'Italia hraném v Římě se posunul na 17. příčku klasifikace.
V červnu si poprvé zahrál čtvrtfinále grandslamového turnaje, v němž na French Open podlehl Rafaelu Nadalovi hladce 1–6, 1–6 a 1–6. Na cestě mezi posledních osm postupně přešel přes Borise Pašanskiho, Sebastiana Decouda, desátého nasazeného Andy Murrayho a Francouze Jérémy Chardyho ve třech setech.

## Vybavení
V současné době hraje s raketou Dunlop Biomimetic 500 Tour. Jeho sponzorem je Lotto.

## Finálové účasti na turnajích ATP World Tour
| Legenda (před/od 2009)                                        |
| D – dvouhra; Č – čtyřhra                                      |
| Grand Slam (0–0)                                              |
| Tennis Masters Cup / ATP World Tour Finals (0–0)              |
| ATP Masters Series / ATP World Tour Masters 1000 (0–0)        |
| ATP International Series Gold / ATP World Tour 500 (2–3 D)    |
| ATP International Series / ATP World Tour 250 (11–7 D; 1–1 Č) |

### Dvouhra: 23 (13–10)
| Stav      | Č.  | Datum             | Turnaj                              | Povrch     | Soupeř ve finále    | Výsledek                |
| --------- | --- | ----------------- | ----------------------------------- | ---------- | ------------------- | ----------------------- |
| Vítěz     | 1.  | 16. dubna 2006    | Valencie, Španělsko                 | antuka     | Gilles Simon        | 6–2, 6–3                |
| Vítěz     | 2.  | 15. dubna 2007    | Valencie, Španělsko (2)             | antuka     | Potito Starace      | 4–6, 6–2, 6–1           |
| Finalista | 1.  | 15. července 2007 | Båstad, Švédsko                     | antuka     | David Ferrer        | 2–6, 1–6                |
| Vítěz     | 3.  | 17. února 2008    | Costa do Sauípe, Brazílie           | antuka     | Carlos Moyà         | 7–6(7–4), 3–6, 7–5      |
| Vítěz     | 4.  | 1. března 2008    | Acapulco, Mexiko                    | antuka     | David Nalbandian    | 6–1, 7–6(7–1)           |
| Finalista | 2.  | 20. dubna 2008    | Valencia, Španělsko                 | antuka     | David Ferrer        | 6–4, 2–6, 6–7(2–7)      |
| Vítěz     | 5.  | 28. února 2009    | Acapulco, Mexiko (2)                | antuka     | Gaël Monfils        | 6–4, 6–4                |
| Vítěz     | 6.  | 18. července 2010 | Båstad, Švédsko                     | antuka     | Robin Söderling     | 7–5, 3–6, 6–2           |
| Vítěz     | 7.  | 1. srpna 2010     | Gstaad, Švýcarsko                   | antuka     | Richard Gasquet     | 7–5, 6–1                |
| Vítěz     | 8.  | 12. února 2011    | Costa do Sauípe, Brazílie (2)       | antuka     | Alexandr Dolgopolov | 6–3, 7–6(7–3)           |
| Vítěz     | 9.  | 20. února 2011    | Buenos Aires, Argentina             | antuka     | Juan Ignacio Chela  | 6–3, 3–6, 6–4           |
| Finalista | 3.  | 26. února 2011    | Acapulco, Mexiko                    | antuka     | David Ferrer        | 6–7(4–7), 7–6(7–2), 2–6 |
| Vítěz     | 10. | 21. května 2011   | Nice, Francie                       | antuka     | Victor Hănescu      | 6–7(5–7), 6–3, 6–3      |
| Finalista | 4.  | 24. července 2011 | Hamburk, Německo                    | antuka     | Gilles Simon        | 4–6, 6–4, 4–6           |
| Vítěz     | 11. | 19. února 2012    | São Paulo, Brazílie (3)             | antuka (h) | Filippo Volandri    | 6–3, 4–6, 6–4           |
| Finalista | 5.  | 26. února 2012    | Buenos Aires, Argentina (2)         | antuka     | David Ferrer        | 6–4, 3–6, 2–6           |
| Vítěz     | 12. | 26. května 2012   | Nice, Francie (2)                   | antuka     | Brian Baker         | 6–3, 6–2                |
| Finalista | 6.  | 15. července 2012 | Båstad, Švédsko (2)                 | antuka     | David Ferrer        | 2–6, 2–6                |
| Finalista | 7.  | 14. dubna 2013    | Houston, Houston, Spojené státy     | antuka     | John Isner          | 3–6, 5–7                |
| Finalista | 8.  | 28. dubna 2013    | Barcelona, Španělsko                | antuka     | Rafael Nadal        | 4–6, 3–6                |
| Finalista | 9.  | 13. dubna 2014    | Houston, Houston, Spojené státy (2) | antuka     | Fernando Verdasco   | 3–6, 6–7(4–7)           |
| Finalista | 10. | 14. února 2016    | Buenos Aires, Argentina             | antuka     | Dominic Thiem       | 6–7(2–7), 6–3, 6–7(4–7) |
| Vítěz     | 13. | 1. května 2016    | Cascais, Portugalsko                | antuka     | Pablo Carreño Busta | 6–7(6–8), 7–6(7–5), 6–3 |

### Čtyřhra: 2 (1–1)
| Stav      | Č. | Datum          | Turnaj                  | Povrch | Spoluhráč        | Soupeři ve finále                | Výsledek         |
| --------- | -- | -------------- | ----------------------- | ------ | ---------------- | -------------------------------- | ---------------- |
| Finalista | 1. | 22. února 2009 | Buenos Aires, Argentina | antuka | Santiago Ventura | Marcel Granollers Alberto Martín | 3–6, 7–5, [8–10] |
| Vítěz     | 1. | 8. srpna 2015  | Kitzbühel, Rakousko     | antuka | Carlos Berlocq   | Robin Haase Henri Kontinen       | 5–7, 6–3, [11–9] |

## Chronologie dvouhry na Grand Slamu a LOH
| Turnaj / sezóna      | 2004 | 2005        | 2006        | 2007        | 2008 | 2009        | 2010        | 2011        | 2012 | 2013        | 2014        | 2015        | 2016 | SR     | V–P   | % výher |
| -------------------- | ---- | ----------- | ----------- | ----------- | ---- | ----------- | ----------- | ----------- | ---- | ----------- | ----------- | ----------- | ---- | ------ | ----- | ------- |
| Grand Slam           |      |             |             |             |      |             |             |             |      |             |             |             |      |        |       |         |
| Australian Open      | A    | 1R          | 1R          | 1R          | 1R   | 3R          | 4R          | 4R          | 4R   | QF          | A           | 1R          | 2R   | 0 / 11 | 16–11 | 60%     |
| French Open          | 1R   | 2R          | 2R          | 2R          | QF   | 3R          | QF          | 1R          | QF   | 4R          | 1R          | 2R          |      | 0 / 12 | 21–12 | 64%     |
| Wimbledon            | A    | 1R          | 1R          | 1R          | 2R   | 3R          | 1R          | 3R          | 3R   | 3R          | A           | 1R          |      | 0 / 10 | 9–10  | 47%     |
| US Open              | A    | 2R          | 1R          | 3R          | 3R   | 3R          | 3R          | 1R          | 4R   | 1R          | A           | Q2          |      | 0 / 9  | 12–9  | 57%     |
| výhry–prohry         | 0–1  | 2–4         | 1–4         | 3–4         | 7–4  | 8–4         | 9–4         | 5–4         | 12–4 | 9–4         | 0–1         | 1–3         | 1–1  | 0 / 42 | 58–42 | 58%     |
| Letní olympijské hry |      |             |             |             |      |             |             |             |      |             |             |             |      |        |       |         |
| Letní olympijské hry | A    | nekonaly se | nekonaly se | nekonaly se | 1R   | nekonaly se | nekonaly se | nekonaly se | QF   | nekonaly se | nekonaly se | nekonaly se |      | 0 / 2  | 3–2   | 60%     |

| Legenda | Legenda                                   | Legenda | Legenda                     |
| ------- | ----------------------------------------- | ------- | --------------------------- |
| SR      | poměr vyhraných turnajů ku všem odehraným | W–L V–P | výhry–prohry                |
| NH      | daný rok se turnaj nekonal                | A       | turnaje se hráč nezúčastnil |
| 1Q / LQ | prohra v (kole) kvalifikace               | 1k / 1R | prohra v daném kole turnaje |
| QF / ČF | prohra ve čtvrtfinále                     | SF      | prohra v semifinále         |
| F       | prohra ve finále                          | Vítěz   | vítězství v turnaji         |

## Postavení na konečném žebříčku ATP

### Dvouhra
| Rok    | 2000  | 2001   | 2002   | 2003   | 2004   | 2005   | 2006  | 2007  | 2008  | 2009  | 2010  | 2011  | 2012  | 2013  | 2014  | 2015  |
| Pořadí | 1334. | ▲ 844. | ▼ 864. | ▲ 153. | ▲ 100. | ▼ 111. | ▲ 32. | ▲ 28. | ▲ 18. | ▼ 26. | ▲ 15. | ▲ 10. | ▼ 11. | ▼ 13. | ▼ 71. | ▼ 73. |

### Čtyřhra
| Rok    | 2002  | 2003   | 2004   | 2005   | 2006   | 2007  | 2008   | 2009   | 2010  | 2011   | 2012   | 2013   | 2014 | 2015   |
| Pořadí | 1267. | ▲ 536. | ▲ 298. | ▼ 347. | ▲ 294. | ▲ 97. | ▼ 224. | ▲ 148. | ▲ 56. | ▼ 155. | ▼ 351. | ▲ 195. | —    | ▲ 142. |